# Christelijke Jeugdbond van Natuurvrienden
De Christelijke Jeugdbond voor Natuurvrienden (CJN) was een Nederlandse vereniging voor jongeren tussen 12 en 25 jaar met belangstelling voor de natuur. De CJN is opgericht in 1946 en is in 1976 gefuseerd met de Katholieke Jeugdorganisatie voor Natuurstudie (KJN) tot de Algemeen Christelijke Jeugdbond voor Natuurstudie en Natuurbescherming (ACJN). Deze is in 1988 omgevormd tot de Jeugdbond voor Natuur- en Milieustudie (JNM).

## Geschiedenis
In 1943 richtte Douwe Rijpkema in Meppel de CMJN op, de Christelijke Meppeler Jeugdclub voor Natuurstudie. Deze club werd opgericht als de christelijke tegenhanger van de Nederlandse Jeugdbond voor Natuurstudie (NJN). De belangrijkste reden om tot de oprichting van een eigen vereniging over te gaan was dat de NJN op zondag op excursie ging. De christelijke leden beschouwden de zondag echter als rustdag en wilden op zaterdag op excursie. Die wens werd door de bondsvoorzitter Wim Klinkenberg niet gehonoreerd. Daarom richtten Douwe Rijpkema, samen met o.a. zijn broer Joop en Rein Schut de Meppeler club op.
Op 24 april 1946 werd deze CMJN omgevormd tot een landelijke vereniging, de CJN. De oprichting vond plaats te Balkbrug. Dat de 'behoefte aan verenigingsleven' in de jaren na de Tweede Wereldoorlog groot was, blijkt wel uit het feit dat de CJN in 1951 al 35 à 40 plaatselijke afdelingen telde.

## Natuurstudie
In 1956 organiseerden vogelaars in de CJN zich in de Vogelwerkgroep (VWG).  Andere werkgroepen zouden volgen, zoals de Plantenwerkgroep (PWG) en de Strandwerkgroep (SWG), beide opgericht in 1958, de Zoogdierenwerkgroep (ZWG) in 1963, de Werkgroep voor Insecten, Hydrobiologie en Herpetologie (WIH²) in het begin van de jaren zestig en de Geologiewerkgroep (GWG) in 1966.
Tot op zekere hoogte waren deze werkgroepen de uitdrukking van een 'tegenstelling' binnen de bond tussen natuurrecreatie en natuurstudie.

## "Christelijke natuurbeschouwing"
De zaterdag als excursiedag was niet het enige dat de CJN van de NJN onderscheidde. De CJN had, aldus de statuten, de Bijbel als Gods woord tot grondslag. Dat bracht met zich mee dat de zondag in verenigingsverband als rustdag werd geëerbiedigd. En de leden dienden er een natuurbeschouwing op na te houden in overeenstemming met de bijbel. De bond stelde zich het aankweken van liefde tot de natuur en het bijbrengen van eerbied voor de schepping Gods bij jongeren ten doel.
In de jaren zestig had de CJN te lijden onder de secularisering. Op het kerstcongres van 1966 vond 99% van de CJN'ers dat de grondslag uit de statuten kon. In 1988 verdween de C uit de naam van de bond voorgoed toen deze werd veranderd in Jeugdbond voor Natuur- en Milieustudie (JNM).

## Natuurbescherming
Vanaf het kerstcongres 1955 had de natuurbescherming een institutionele plek in de jeugdbond toen er een 'secretaris buitenland en natuurbescherming' in het hoofdbestuur (HB) werd opgenomen. De plannen voor inpoldering van de Waddenzee in 1965 brachten het natuurbeschermingswerk in een stroomversnelling. De CJN participeerde, samen met de NJN en de Waddenvereniging.
In 1966 werd tijdens het kerstcongres te Moerkapelle de Werkgroep voor Recreatie, Natuurbescherming en Ruimtelijke Ordening (RNR) opgericht. In 1969 ging deze werkgroep op in de Natuurbeschermingscommissie (NBK) van CJN, KJN en NJN. De NBK organiseerde o.a. een actie tegen de lozing van afvalwater van de strokartonindustrie in Oost-Groningen (de "smeerpijp").
In het Europese Natuurbeschermingsjaar 1970 richtten de Nederlandse en Vlaamse jeugdbonden samen de 'Stichting Natuur na '70' op.

## Bondscultuur
Net als de NJN kende de CJN een eigen bondscultuur. Er werd in de jaren vijftig en zestig van de 20e eeuw veel 'gehupst' (gevolksdanst), en er werd 'gewiekeld' (gezongen uit de liederenbundel De Wiekel). Er was een geheel eigen vocabulaire.
Vooral in de kampen (zomerkampen, maar ook kampen met pasen, pinksteren etc.) en tijdens het kerstcongres (het jaarlijkse landelijke congres) kwam deze eigen cultuur tot uiting.

## Bekende oud-leden
- Nico de Haan
- Douwe Rijpkema (oprichter van de CMJN)
- Rein Schut (mede-oprichter van de CMJN)
- Ebel Nieboer
- Jan Wattel
- Gerard Boere
- Jelle van Dijk
- Arend Timmerman
- Luit Buurma
- Rob Bijlsma
- Kees Camphuysen
- Rienk de Jong
- Wim van Muiswinkel